# The Package
Pour les articles homonymes, voir Dette De Sang.
Pour plus de détails, voir Fiche technique et Distribution.
Killers Game (titre original : The Package) est un thriller américain réalisé par Jesse V. Johnson, sorti aux États-Unis en 2013. La sortie en France s'effectue directement en DVD. Il est diffusé et présenté comme téléfilm le 7 novembre 2013 sur 13e rue, sous le titre "The Package".

## Fiche technique
- Titre DVD français : Killer Games
- Titre TV français : The Package
- Titre français alternatif: Dette de sang
- Titre original : The Package
- Réalisation : Jesse V. Johnson
- Scénario : Derek Kolstad
- Dialogues : Derek Kolstad
- Musique : Timothy Borquez
- Direction musicale : Timothy Borquez
- Décors : Graham Walker
- Coordinateur combat : Paul Wu
- Costume : Beverley Wowchuk
- Photo : C. Kim Miles
- Montage : Derek Brechin
- Producteur : Joel Simon
- Production : Motion Picture Corporation of America
- Format : 35 mm, couleur
- Genre : action
- Durée : 95 minutes
- Date de sortie : 2013 (États-Unis)
- Langue : Anglais
- Pays :  États-Unis

## Distribution
- Dolph Lundgren (VF : Luc Bernard) : L'Allemand
- Stone Cold Steve Austin : Tommy Wick
- Darren Shahlavi : Devon
- Monique Ganderton : Monique
- Eric Keenleyside : Big Doug
- Jerry Trimble : Carl
- Michael Daingerfield : Anthony
- Lochlyn Munro : Eddie
- Mike Dopud : Julio
- John Novak : Nicholas
- Lindsay Bourne : Gary
- Patrick Sabongui : Luis
- Luisa D'Oliveira : la réceptionniste
- Jerry Trimble : Carl
- Peter Bryant : Ralph
- Mark Gibbon : Jake
- Paul Wu : Dosan
- Kristen Kerr : Darla